# Lucien Emile Francqui

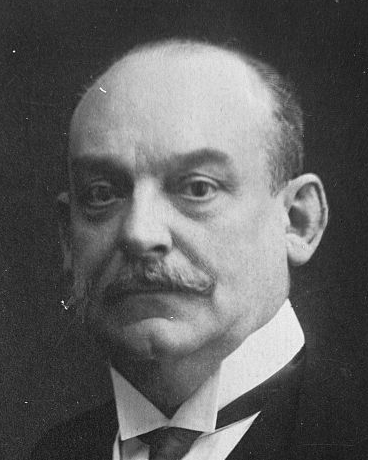
Lucien Émile Francqui

Lucien Émile Francqui (* 25. Juni 1863 in Brüssel; † 1. November 1935 ebenda) war ein belgischer Afrikaforscher und Staatsmann.
Francqui wurde Leutnant in der belgischen Armee und kam im September 1885 als Topograph an den Kongo, wo er sich 1890 der großen Expedition von Bia nach Katanga anschloss. Nachdem Bia am 4. August 1892 gestorben war, übernahm Fancqui die weiteren Forschungen. Er entdeckte die Quellen des Lualaba und verfolgte den weiteren Lauf dieses Stroms über die Wasserfälle von Nsilo hinab bis zu einer Reihe von weit ausgedehnten Wasserflächen, die er als fünf einzelne Seen erkannte: Kabwe, Kabele, Upemba, Mutenda und Kissale (oder Kassali). Auf seinen Reisen machte er nicht nur Entdeckungen, sondern sorgte auch für den Beginn der Bekämpfung des Sklavenhandels im Kongo. Im Januar 1893 traf Francqui in Lusambo am Sankuru ein und kehrte gemeinsam mit Henri Delcommune am 3. Februar 1893 nach dem Stanley Pool (Brazzaville) zurück.
König Leopold II. erkannte schnell die Talente von Francqui und sandte ihn 1897 nach China, um für Belgien einen Eisenbahnvertrag auszuhandeln. Dort hielt sich Francqui bis 1902 auf. Sein Hauptwettbewerber in dieser Angelegenheit war Herbert Hoover, der spätere Präsident der USA. Später wurde Francqui Präsident der Banque d'Outremer. Nach dem Ausbruch des Ersten Weltkrieges wurde Belgien weitgehend von deutschen Truppen besetzt und die Bevölkerung litt an Hunger. Die USA setzten ein Hilfsprogramm auf, das vom späteren Präsidenten Hoover initiierte Belgische Hilfswerk, um die Not zu lindern. Die Nahrungsmittel wurden über das neutrale Holland transportiert, man brauchte jedoch einen verlässlichen Partner in Belgien selbst. Hoover erinnerte sich an Emile Francqui, der Präsident des Nationalen Hilfskomitees (Comité National de Secours et d'Alimentation/Nationaal Hulp en Voedingscomité) wurde. Man nannte ihn den „ungekrönten König von Belgien“.
Nach dem Krieg hatte man genügend Geldmittel zur Verfügung, um Belgien wieder aufbauen zu können. Francqui war entschlossen, dieses Geld in die Bildung zu stecken und organisierte eine Universitätsgesellschaft, die den Bau und die Einrichtung von Universitäten förderte. Prinz Leopold, der spätere König Leopold III. bat Francqui Anfang der dreißiger Jahre bei der Verbesserung des Gesundheitssystems in Belgisch-Kongo zu helfen. Francqui legte den Grundstein für das Prinz-Leopold-Institut für Tropenmedizin in Brüssel, das 1933 nach Antwerpen umzog. 
Er gründete und finanzierte 1932 zusammen mit Herbert Hoover die Francqui-Stiftung, die es sich zum Ziel gesetzt hat, die Grundlagenforschung in Belgien zu fördern. Aktuell wird jährlich ein Preisgeld von 150.000 Euro an einen jungen belgischen Wissenschaftler oder eine junge belgische Wissenschaftlerin vergeben. Der Preisträger wird durch die Stiftung bestimmt und der Preis vom belgischen König überreicht. Der Francqui-Preis ist ein bedeutender Wissenschaftspreis in Belgien.
Francqui war zweimal Staatsminister in einem Kabinett, 1926/27 und 1934/35.